# Zagadka zbrodni
Zagadka zbrodni (hangul: 살인의 추억, hancha: 殺人의 追憶, MOCT: Sarinui Chueok) – południowokoreański film kryminalny z 2003 roku w reżyserii Bonga Joon-ho o śledztwie dotyczącym pierwszej w historii Korei serii zabójstw w Hwaseong.
Obraz otrzymał Nagrodę Koreańskiego Stowarzyszenia Krytyków Filmowych w 2003 roku. Reżysera nagrodzono m.in. na Międzynarodowym Festiwalu Filmowym w San Sebastián w 2003 roku.

## Fabuła
Na koreańskiej prowincji dochodzi do serii gwałtów i morderstw na młodych kobietach. Na posterunek przybywa młody detektyw, by razem z miejscowymi stróżami prawa odnaleźć i pochwycić ich sprawcę.

## Obsada
W filmie wystąpili m.in.:
- Song Kang-ho jako detektyw Park Doo-Man
- Kim Sang-kyung jako detektyw Seo Tae-Yoon
- Kim Roi-ha jako detektyw Cho Yong-koo
- Song Jae-ho jako sierżant Shin Dong-chul
- Byun Hee-bong jako sierżant Koo Hee-bong
- Go Seo-hee jako oficer Kwon Kwi-ok
- Park No-shik jako Baek Kwang-ho
- Park Hae-il jako Park Hyeon-gyu
- Jeon Mi-seon jako Kwok Seol-yung